# Agorisme
Agorisme is een libertarische sociale filosofie die een samenleving propageert waarin alle relaties tussen mensen zijn gebaseerd op vrijwillige transacties, volgens de theorie van de "counter-establishment-economics" van Samuel Edward Konkin III, een soort van economisch circuit dat parallel aan een overheidsgebonden markt functioneert. Dit schept de mogelijkheid om een vrije samenleving te kunnen realiseren zonder dat de noodzaak bestaat door gewelddadige revolutie de staat omver te moeten werpen.

## Ideologie
Agoristen beschouwen zichzelf als vrije-marktanarchisten, terwijl anderen het als een vorm van links-libertarisme beschouwen. Over het algemeen zijn agoristen gekant tegen het stemmen op politieke kandidaten en politieke hervormingen. In plaats daarvan benadrukken agoristen het belang van alternatieve strategieën om een vrije samenleving te bereiken. Agoristen propageren dat men makkelijker en sneller een vrije samenleving bereikt door onderwijs, directe actie, alternatief geld, ondernemerschap en zelfvoorzienendheid.
Agoristen beschouwen hun boodschap als wetenschappelijk aangezien wetenschap aan rede appelleert, wat enkel mogelijk is binnen een Agora of vrije markt. Agoristen geloven dat een door de staat ondersteunde, gereguleerde en gefinancierde wetenschap niet legitiem is.